# 1202
Năm 1202 là một năm trong lịch Julius.